# Лионелло, Лука
Лука Лионелло (итал. Luca Lionello; род. 9 января 1964, Рим) — итальянский киноактёр и актёр дубляжа. Сын известного итальянского киноактёра Оресте Лионелло.

## Биография
Родился в январе 1964 года.
Его старшая сестра Кристиана впоследствии стала известной итальянской актрисой. Лука Лионелло работает актёром с 1986 года. Он стал довольно известен после 2004 года, сыграв роль Иуды Искариота в фильме Мела Гибсона «Страсти Христовы».
Он был убеждённым атеистом до 2004 года, после съемок в фильме «Страсти Христовы» он принял католицизм.
Впоследствии Лука Лионелло возвращался к ролям христианских святых, к примеру в 2005 году он снялся в роли апостола Фомы в фильме «Мария».

## Награды
- Международный кинофестиваль в Трансильвании (2007)[2]
- Премия «Давид ди Донателло» за лучшую мужскую роль второго плана (2016 год)